# Red Eye : Sous haute pression
Pour les articles homonymes, voir Red Eye.
Pour plus de détails, voir Fiche technique et Distribution.
Red Eye : Sous haute pression ou Vol sous haute pression au Québec (Red Eye) est un film américain réalisé par Wes Craven, sorti en 2005.
Rare film de la filmographie de Wes Craven qui ne soit pas un film d'horreur et/ou fantastique, Red Eye : Sous haute pression est globalement bien accueilli par la critique et est un succès commercial.

## Synopsis
Lisa Reisert est manageuse de l'hôtel Lux Atlantic de Miami. Elle est cependant en déplacement au Texas pour le décès de sa grand-mère maternelle. À l'aéroport de Dallas Love Field, elle s’apprête à repartir vers la Floride. Alors que son avion a du retard, elle fait la connaissance de Jackson Rippner, un beau jeune homme charmant, avec lequel elle boit un verre. Une fois dans l'avion, elle se retrouve assise à côté de Jackson. Mais sous la personnalité charmante du jeune homme se cache un homme dangereux aux sombres desseins. Sa rencontre avec Lisa n'est pas un hasard. Jackson menace de tuer Joe, le père de Lisa, si elle ne fait pas tout ce qu'il demande.

## Fiche technique
Sauf indication contraire, les informations mentionnées dans cette section peuvent être confirmées par les bases de données cinématographiques IMDb et Allociné,  présentes dans la section « Liens externes ».
- Titre original : Red Eye
- Titre français : Red Eye : Sous haute pression
- Titre québécois : Vol sous haute pression[1]
- Réalisation : Wes Craven
- Scénario : Carl Ellsworth, d'après une histoire de Carl Ellsworth et Dan Foos
- Musique : Marco Beltrami
- Direction artistique : Andrew Max Cahn
- Décors : Bruce Alan Miller
- Costumes : Mary Claire Hannan
- Photographie : Robert D. Yeoman
- Son : David E. Fluhr, Chuck Michael, Christian P. Minkler, Jim Stuebe, Todd Toon
- Montage : Stuart Levy et Patrick Lussier
- Production : Chris Bender et Marianne Maddalena (en)
  - Production déléguée : Bonnie Curtis, Jim Lemley, Mason Novick et J.C. Spink
- Sociétés de production : BenderSpink et Craven-Maddalena Films (non crédité), présenté par DreamWorks Pictures
- Sociétés de distribution : DreamWorks Distribution (États-Unis, Québec) ; United International Pictures (France, Suisse romande)
- Budget : 26 millions USD[2],[3]
- Pays de production :  États-Unis
- Langues originales : anglais, russe
- Format : couleur (Technicolor) — 35 mm — 2,39:1 (Panavision) — son DTS / Dolby Digital / SDDS
- Genre : thriller, action
- Durée : 85 minutes
- Dates de sortie[4] :
  - États-Unis, Québec : 19 août 2005[1]
  - Belgique : 12 octobre 2005[5]
  - France, Suisse romande : 26 octobre 2005[6],[7]
- Classification[8] :
  - États-Unis : accord parental recommandé, film déconseillé aux moins de 13 ans (PG-13 - Parents Strongly Cautioned)[N 1]
  - France : tous publics[9]
  - Belgique : tous publics (Alle Leeftijden)[5]
  - Suisse romande : interdit aux moins de 12 ans[10]
  - Québec : 13 ans et plus (13+ / 13 years and over)[1]

## Distribution
- Rachel McAdams (VF : Agathe Schumacher) : Lisa Reisert
- Cillian Murphy (VF : Adrien Antoine) : Jackson Revanter (Jackson Rippner dans la version originale)
- Brian Cox (VF : François Siener) : Joe Reisert
- Jayma Mays (VF : Laura Blanc) : Cynthia
- Angela Paton (VF : Jane Val) : la femme gentille
- Suzie Plakson : l'hôtesse de l'air plus âgée
- Jack Scalia (VF : Jean-Luc Kayser) : Charles Keefe
- Teresa Press-Marx : Marianne Taylor
- Robert Pine (VF : Michel Fortin) : Bob Taylor
- Carl Gilliard : le chauffeur de taxi
- Laura Johnson : la femme blonde
- Dey Young : l'agent à la porte d'embarquement à Dallas
- Jeanine Jackson : un passagère
- Kyle Gallner : le frère de l'adolescent au casque
- Jim Lemley : l'un des hommes sur le bateau
- Jenny Wade : l'une des filles au café de l'aéroport
- Carl Ellsworth : un passager (caméo non crédité)
- Wes Craven : un passager (caméo non crédité)

## Production

### Développement
Carl Ellsworth développe initialement l'intrigue avec son ami de lycée Dan Foos, des années avant de vendre son script. Quand la production est lancée, Carl Ellsworth est surpris de ne pas être remplacé par un ou plusieurs scénaristes pour réécrire le scénario, pratique très courante à Hollywood. Il s'agit en plus de son premier scénario pour le cinéma, après des participations aux séries télévisées Buffy contre les vampires ou encore Xena, la guerrière. Il avoue s'être en partie inspiré de Phone Game (2002) : « Dans Phone Game, il y avait encore une certaine distance physique entre la victime et son bourreau. Je me suis demandé s'il était possible de réduire celle-ci, et j'ai eu l'idée d'installer la protagoniste et le méchant côte à côte, dans un espace clos, pour faire monter l'angoisse de scène en scène. »
Le scénario est ensuite découvert par la productrice Marianne Maddalena (en), collaboratrice de longue date de Wes Craven. Très séduite par le script, elle le propose à Wes Craven. Très fatigué par le tournage de Cursed et par les préparatifs de son mariage, le cinéaste prend cependant le temps de lire le scénario et est lui aussi séduit. Il s'agit de l'un des rares longs métrages de sa carrière qui n'est pas un film d'horreur :

« Red Eye est un thriller psychologique. Cela n'a plus rien à voir avec l'horreur. Personne, dans ce film, ne brandit un couteau de boucher ou n'arbore de masque... hormis celui qui a choisi de se présenter sous une apparence trompeuse. Et il est vrai qu'on ne sait jamais à côté de qui l'on va se retrouver dans un avion... »

— Wes Craven

### Attribution des rôles
Carl Ellsworth écrit son scénario avec les acteurs Sean Penn et Robin Wright Penn en tête pour les rôles principaux. Mais Wes Craven préfèra des acteurs plus jeunes. Pour le rôle de Lisa Reisert, plusieurs actrices sont envisagées comme Neve Campbell, Amanda Peet, Rachel Weisz, Robin Wright, Jennifer Connelly ou encore Claire Danes. Pour le rôle de Jackson, les noms de John Travolta, Nicolas Cage, Kevin Bacon, Willem Dafoe, Michael Pitt, John Malkovich, Edward Norton et Ray Liotta.
Habitués des caméos dans ses films, Wes Craven offre ici des petits rôles à des membres de ses équipes techniques : Tom Elkins, (assistant-monteur sur ce film et sur Cursed) incarne ici le pilote de l'avion, Tina Anderson (coproductrice de Scream 2, Scream 3 et La Musique de mon cœur) incarne la mère de Rebecca. Wes Craven et le scénariste Carl Ellsworth incarnent quant à eux des passagers de l'avion,.

### Tournage
Le tournage s'est déroulé du 15 novembre 2004 au 28 janvier 2005. Il a lieu à Los Angeles (notamment les Raleigh Studios) et Miami, ainsi qu'aux aéroports de Los Angeles et Ontario (à ne pas confondre avec la province canadienne), tous deux en Californie.
L'équipe a recréé en studio quasiment tout l'intérieur d'un Boeing 767 avec certaines parties démontables pour s'adapter aux différents besoins du réalisateur. Pour certaines scènes, le décor est placé sur une plate-forme de 8 mètres sur 35 avec des vérins hydrauliques pour reproduire les perturbations d'un vol.

### Bande originale
- Diamondback-Cadillac, interprété par Soho Vamp
- Parasite, interprété par Soho Vamp
- Look Up, interprété par Zero 7
- Where Do I Begin?, interprété par The Chemical Brothers

## Accueil

### Accueil critique
Le film reçoit des critiques globalement positives. Sur l'agrégateur américain Rotten Tomatoes, il récolte 79% d'opinions favorables pour 193 critiques et une note moyenne de 6,68⁄10. Le consensus du site est : « Avec des performances solides et une direction serrée de Wes Craven, Red Eye est un thriller économique et dynamique ». Sur Metacritic, il obtient une note moyenne de 71⁄100 pour 36 critiques.
En France, le film obtient une note moyenne de 2,8⁄5 sur le site Allociné, qui recense 19 titres de presse.

### Box-office
Le film connaît un bon succès au box-office avec plus de 96 millions de dollars récoltés, pour un budget de 26 millions de dollars.
| Pays ou région    | Box-office      | Date d'arrêt du box-office | Nombre de semaines |
| ----------------- | --------------- | -------------------------- | ------------------ |
| États-Unis Canada | 57 891 803 $    | 13 octobre 2005            | 5                  |
| France            | 197 934 entrées | -                          | -                  |
| Total mondial     | 96 258 201 $    | -                          | -                  |

## Distinctions

### Récompenses

#### 2005
- Festival du film de Hollywood : meilleure actrice pour Rachel McAdams

#### 2006
- Teen Choice Awards : meilleur thriller

### Nominations

#### 2005
- Festival international du film fantastique de Catalogne : meilleur film fantastique pour Wes Craven
- Golden Schmoes Awards : meilleure actrice de l'année pour Rachel McAdams
- Irish Film and Television Awards : meilleur acteur dans un long métrage pour Cillian Murphy

#### 2006
- Academy of Science Fiction, Fantasy and Horror Films - Saturn Awards :
  - Meilleur film d'action, d'aventure ou thriller
  - Meilleure actrice pour Rachel McAdams
  - Meilleur acteur dans un second rôle pour Cillian Murphy
- Golden Trailer Awards : meilleure bande-annonce pour un thriller
- MTV Movie & TV Awards : meilleure actrice pour Rachel McAdams
- Teen Choice Awards :
  - Meilleur cri pour Rachel McAdams
  - Meilleur vilain pour Cillian Murphy

## Éditions en vidéo
- En France, le film Red Eye : Sous haute pression est sorti en DVD le 26 avril 2006[20]. Par la suite, le film est ressorti en DVD le 18 octobre 2006[21], puis en VOD le 15 octobre 2017[6] et en 4K Ultra HD + Blu-ray le 22 mars 2023[22].
- Au Québec, le film est sorti en DVD le 23 mai 2006[1].

## Commentaires
Le terme « Red-eye flight (en) » (« vol yeux-rouges ») désigne un vol aérien se déroulant durant toute une nuit.
Le nom du personnage de Rachel McAdams, Lisa Reisert (ou L. Reisert), est un clin d'œil à la saga horrifique Hellraiser. Par ailleurs, Jackson Rippner dit qu'on l'appelait jadis « Jack » mais qu'avec son nom de famille, cela faisait penser à « Jack the Ripper » (Jack l'Éventreur en français).